# Baba Dżan-e Palizi
Baba Dżan-e Palizi (pers. باباجان پاليزي) – wieś w zachodnim Iranie, w ostanie Kermanszah. W 2006 roku miejscowość liczyła 446 mieszkańców w 103 rodzinach.